# Vzpoura Hógen
Vzpoura Hógen (japonsky 保元の乱, Hógen no ran , 28. července – 16. srpna 1156) či Nepokoje éry Hógen byla krátká občanská válka, jejíž pomocí měl být vyřešen spor o následnictví na japonském trůnu. Tento spor se rovněž týkal míry kontroly nad státními záležitostmi Japonska, kterou vykonávali regenti rodu Fudžiwara, jehož vůdci se v období Heian stali dědičnými císařskými regenty.
Vzpoura měla řadu neočekávaných následků. Připravila půdu pro vznik nadvlády samurajských rodů. Je považována za počátek řetězce událostí, jež vedly ke vzniku první ze tří samurajských vlád v japonských dějinách.

## Pozadí
V roce 1155 se na císařském dvoře rozhořel boj o moc, v jehož středu stály tři postavy. Oba bývalí císaři Toba i Sutoku měli po svém odstoupení z trůnu v úmyslu pokračovat v uplatňování různých druhů moci prostřednictvím systému klášterní vlády i za vlády císaře Konoea. Dynamika soupeřících stran se však změnila, poté co mladý císař Konoe v pouhých 16 letech zemřel. Stalo se tak ve 14 roce jeho vlády 22. srpna 1155. Přes spor o to, kdo by měl nastoupit na trůn jako panovník, který se poté rozhořel, určili tehdejší učenci, že následnictví (senso) patří mladšímu bratrovi zemřelého císaře, 4. synovi bývalého císaře Toby princi Masahitovi, pozdějšímu císaři Go-Širakawovi. Krátce nato také budoucí císař Go-Širakawa usedl na Chryzantémový trůn (sokui).
Poté co princ Masahito, který vešel později ve známost jako císař Go-Širakawa, usedl na trůn, začala se rozvíjet nová fáze tohoto mnohostranného zápasu o moc. Ostrý spor mezi dvěma Tobovými syny doprovázely také rozpory uvnitř některých šlechtických rodů. Bývalý císař Toba donutil svého nejstaršího syna (Sutoku), aby odstoupil ve prospěch syna, jehož měl s jinou manželkou (Konoe). Po svém odstoupení pak bývalý císař Sutoku očekával, že jeho syn obdrží následnictví a bude jmenován korunním princem. Jeho naděje však zmařilo jmenování jeho mladšího bratra, prince Masahita, následníkem trůnu.
Dne 20. července 1156 zemřel bývalý císař Toba ve věku 54 let.
Po Tobově smrti se znepřátelené tábory dostaly do sporu ohledně dalšího setrvání císaře Go-Širakawy na Chryzantémovém trůnu, jelikož tábor loajální bývalému císaři Sutokuovi zpochybnil Go-Širakawovo senso i sokui, tedy následnictví i usednutí na trůn. Oba tábory se rovněž přely o další pokračování klášterní vlády.

## Bitva
Go-Širakawa a Sutoku byli soupeřící synové císaře Toby. Tadamiči Fudžiwara, první syn regenta Tadazaneho Fudžiwary, stál na straně vládnoucího císaře Go-Širakawy, zatímco jeho mladší bratr Jorinaga Fudžiwara se postavil na stranu bývalého císaře Sutokua. Každá ze soupeřících stran střídavě lákala na svou stranu samurajské rody Minamoto a Taira. Hlava rodu Minamoto, Tamejoši Minamoto, a vůdce skupiny rodu Taira, Tadamasa Taira, stáli na Sutokuově straně, zatímco prvorozený syn Tamejošiho Minamota Jošitomo a hlava rodu Taira a synovec Tadamasy Tairy Kijomori Taira podporovali vládnoucího císaře Go-Širakawu.
Obě armády se střetly v Kjótu 28. července 1156. Druhorozený syn Tamejošiho Minamota Tametomo, který patřil k Sutokuově straně, navrhl, aby provedli noční útok na nepřátelský palác, ale Jorinaga Fudžiwara, který vojsku velel, jeho návrh zamítl. Mezitím na druhé straně navrhl jeho starší bratr Jošitomo tutéž akci, ovšem s tím rozdílem, že velitel Go-Širakawových sil Tadamiči Fudžiwara jeho návrh přijal.
V noci 29. července zaútočili Kijomori Taira a Jošitomo Minamoto v čele 600 mužů na koních na palác Širakawa, v jehož prostorách byly soustředěny jednotky Sutokuova vojska. Kijomori Taira zaútočil se svými muži na Západní bránu, kterou bránil Tametomo Minamoto. Jeho vynikající lučištníci útok Tairových jezdců odrazili. Poté na Tametomovy pozice zaútočili muži pod vedením jeho bratra Jošitoma, ale byli rovněž odraženi. Sutokuovi samurajové bojovali houževnatě a zuřivá bitva pokračovala. Jošitomo Minamoto navrhl, aby palác Širakawa zapálili. Sutokuovi samurajové sice statečně bojovali s plameny i s Go-Širakawovým vojskem, ale nakonec byli donuceni obrátit se na útěk.

## Dozvuky
Vojsko vítězného císaře Go-Širakawy dál pokračovalo v tlaku na zbytky armády bývalého císaře Sutokua. Císař Go-Širakawa tak získal prostor k abdikaci ve prospěch svého prvorozeného syna prince Morihita, zatímco dál uplatňoval ničím neomezovanou císařskou moc. Novým klášterním císařem se stal v roce 1158 a svůj vliv dál uplatňoval během panování pěti císařů ─ Nidžóa, Rokudžóa, Takakury, Antokua a Go-Toby. To skončilo až jeho smrtí 26. dubna 1192. Bývalý císař Sutoku byl poslán do vyhnanství do provincie Sanuki na ostrově Šikoku. Jorinaga Fudžiwara v bitvě padl, zatímco Tamejoši Minamoto a Tadamasa Taira byli popraveni. Tametomo Minamoto bitvu přežil, ale byl nucen uprchnout.
Jošitomo Minamoto se po smrti svého otce stal hlavou rodu Minamoto a spolu s Kijomorim Tairou vytvořili ze svých rodů nové vedoucí politické síly v Kjótu.

## Odkaz
Výsledek vzpoury Hógen a soupeření mezi rody Minamoto a Taira, jež vzpoura podnítila, vedly v lednu 1160 k vypuknutí takzvané vzpoury Heidži. Výraz heidži se vztahuje k názvu japonské éry (nengó). Vzpoura Heidži proběhla během stejnojmenné éry Heidži (1159─1160), jež následovala po éře Hógen (1156─1159) a před érou Eirjaku (1160─1161).

## Význam
Historik George Sansom tvrdí, že vzhledem ke skutečnosti, že průběh vzpoury Hógen řídily válečnické rody, představuje tento okamžik bod obratu v charakteru japonské politiky. Císařský rod ztratil veškerou autoritu a politickou scénu ovládly vojenské rody. Sansom tuto myšlenku dál rozvíjí tvrzením, že nedílnou součástí systému klášterní vlády (insei) byla bezpečnost, již tento systém poskytoval císařům, kteří často vstupovali do klášterů a stávali se buddhistickými mnichy, protože posvátnost mnichů a kněží byla neoddělitelnou součástí japonské kultury. Jelikož císaře Sutokua svrhly vojenské rody společně s Go-Širakawou, nemohla být jeho pozice rozhodně považována za bezpečnou. Vzpoura Hógen tak prý znamenala konec systému klášterní vlády.